# Rosemarie Koczy
Rosemarie Inge Koczy, née le 5 mars 1939 à Recklinghausen et morte le 12 décembre 2007 à Croton-on-Hudson, est une artiste et créatrice d'art brut américaine.

## Biographie
De récentes découvertes ont révélé que la biographie de Rosemarie Koczy en ses jeunes années reposait fort probablement sur de fausses allégations de l'artiste. D'origine juive, selon la version de l'artiste aujourd'hui contestée, Rosemarie Koczy aurait été déportée en 1942, à l'âge de trois ans, avec ses parents et sa sœur, d'abord à Trauenstein, un sous-camp du camp de concentration de Dachau, puis dans un kommando du camp de concentration de Natzweiler-Struthof, à Ottenhausen. Libérée par les Anglais en 1945, elle est élevée par ses grands parents, sa mère, qui a survécu à la déportation, ayant été déchue de ses droits maternels. À la mort de sa grand-mère, elle est placée dans un orphelinat catholique.
En 1959, elle quitte l'Allemagne pour la Suisse, où elle trouve un emploi de bonne dans une famille suisse allemande. En 1961, elle commence à suivre des cours à l'École des Arts Décoratifs de Genève. Diplômée en 1965, elle gagne sa vie en réalisant des tapisseries et séjourne à Prague dans l’atelier du professeur Kybal en 1969. Elle entreprend ensuite des recherches ethnologiques sur les techniques textiles primitives d’Afrique, d’Océanie, de Mélanésie et des Hébrides puis sur la teinture végétale en Europe et en Amérique latine. Ses travaux sont récompensés en 1975 et 1976, par le Prix du Crédit Suisse à Genève et par le prix d’encouragement à la recherche de la Fondation Peggy Guggenheim de Venise. 
À partir du milieu des années 1970, ses travaux changent d'orientation pour se focaliser sur la mémoire de l'holocauste. Elle réalise alors plusieurs centaines de peintures, de sculptures et plus de 12 000 dessins à l'encre de chine en hommage aux victimes de la Shoah. En 1985, Jean Dubuffet présente son travail dans l'exposition inaugurale de la section « Neuve Invention » de la Collection de l'art brut de Lausanne. L'année suivante, elle est la première femme à recevoir le Francis J. Greenburger Award.
En 1984, elle épouse le compositeur Louis Pelosi, émigre aux États-Unis et obtient la nationalité américaine en 1989.

## Expositions
- 2009 Rosemarie Koczy : the shroud weaver, Galerie Miyawaki, Kyoto
- 1990 Rosemarie Koczy : Zeichnungen 1980-1990, Galerie Susanne Zander, Köln
- 1990 Rosemarie Koczy : Zeichnungen, Galerie Michael Haas, Berlin
- 1979 Rosemarie Koczy : tapisseries, textile en dimension, Athénée, Salle Crosnier, Genève